# Chrysolina regeli
Chrysolina regeli é uma espécie de artrópode pertencente à família Chrysomelidae.